# Parada (Monção)
Parada é uma povoação portuguesa do Município de Monção que foi sede da extinta Freguesia de Parada, freguesia que tinha 1,76 km² de área e 107 habitantes (2011), pelo que, a sua densidade populacional era 60,8 h/km².
A Freguesia de Parada foi extinta (agregada) pela reorganização administrativa de 2012/2013, tendo o seu território sido agregado ao das Freguesias de Sago e de Lordelo para criar a União de Freguesias de Sago, Lordelo e Parada.

## População
| População da freguesia de Parada | População da freguesia de Parada | População da freguesia de Parada | População da freguesia de Parada | População da freguesia de Parada | População da freguesia de Parada | População da freguesia de Parada | População da freguesia de Parada | População da freguesia de Parada | População da freguesia de Parada | População da freguesia de Parada | População da freguesia de Parada | População da freguesia de Parada | População da freguesia de Parada | População da freguesia de Parada |
| -------------------------------- | -------------------------------- | -------------------------------- | -------------------------------- | -------------------------------- | -------------------------------- | -------------------------------- | -------------------------------- | -------------------------------- | -------------------------------- | -------------------------------- | -------------------------------- | -------------------------------- | -------------------------------- | -------------------------------- |
| 1864                             | 1878                             | 1890                             | 1900                             | 1911                             | 1920                             | 1930                             | 1940                             | 1950                             | 1960                             | 1970                             | 1981                             | 1991                             | 2001                             | 2011                             |
| 177                              | 219                              | 228                              | 202                              | 235                              | 225                              | 229                              | 236                              | 237                              | 216                              | 186                              | 132                              | 133                              | 112                              | 107                              |

| Distribuição da População por Grupos Etários | Distribuição da População por Grupos Etários | Distribuição da População por Grupos Etários | Distribuição da População por Grupos Etários | Distribuição da População por Grupos Etários | Distribuição da População por Grupos Etários | Distribuição da População por Grupos Etários | Distribuição da População por Grupos Etários | Distribuição da População por Grupos Etários | Distribuição da População por Grupos Etários |
| -------------------------------------------- | -------------------------------------------- | -------------------------------------------- | -------------------------------------------- | -------------------------------------------- | -------------------------------------------- | -------------------------------------------- | -------------------------------------------- | -------------------------------------------- | -------------------------------------------- |
| Ano                                          | 0-14 Anos                                    | 15-24 Anos                                   | 25-64 Anos                                   | > 65 Anos                                    |                                              | 0-14 Anos                                    | 15-24 Anos                                   | 25-64 Anos                                   | > 65 Anos                                    |
| 2001                                         | 15                                           | 20                                           | 49                                           | 28                                           |                                              | 13,4%                                        | 17,9%                                        | 43,8%                                        | 25,0%                                        |
| 2011                                         | 8                                            | 17                                           | 57                                           | 25                                           |                                              | 7,5%                                         | 15,9%                                        | 53,3%                                        | 23,4%                                        |